# Карвалью Сантуш, Тиагу
Тиагу Карвалью Сантуш (порт. Tiago Carvalho Santos; род. 23 июля 2002, Лиссабон) — португальский футболист, защитник французского клуба «Лилль».

## Клубная карьера
Сантуш — воспитанник клубов «Оэйраш», «Сакавененше», «Спортинг» и «Эшторил-Прая». В августе 2022 года в матче против «Риу Аве» он дебютировал в Сангриш лиге в составе последних. Летом 2023 года Сантуш перешёл во французский «Лилль» подписав контракт на 5 лет. Сумма трансфера составила 6,5 млн. евро. 